# Javier Ramírez Abeja
Javier Ramírez Abeja (Carmona, provincia de Sevilla, 14 de marzo de 1978) es un ciclista español.
Debutó como profesional en 2004 con el equipo Liberty Seguros, tras destacar en amateurs con victorias como la Copa de España de Ciclismo, la Vuelta a Ávila o la Vuelta a León en el año 2003.
Era compañero de entrenamiento y amigo personal de Alberto Contador, ganador de la Triple Corona.

## Palmarés
2002 (como amateur)
- Gran Premio Macario
- Clásica Memorial Txuma

2003 (como amateur)
- Copa de España de Ciclismo
- Vuelta a León, más 1 etapa
- Vuelta a Ávila, más 1 etapa
- Trofeo Guerrita

2008 (como amateur)
- Memorial Manuel Sanroma

2012
- 1 etapa de la Vuelta Ciclista a Chile
- 1 etapa de la Vuelta a Andalucía
- Tour de Azerbaiyán, más 1 etapa

## Resultados en Grandes Vueltas
Durante su carrera deportiva consiguió los siguientes puestos en las Grandes Vueltas:
| Carrera | Carrera         | 2004 | 2005 | 2006 | 2007 | 2008 | 2009 | 2010 | 2011 | 2012  | 2013 |
| ------- | --------------- | ---- | ---- | ---- | ---- | ---- | ---- | ---- | ---- | ----- | ---- |
|         | Giro de Italia  | —    | 65.º | 82.º | —    | —    | —    | —    | —    | —     | —    |
|         | Tour de Francia | —    | —    | —    | —    | —    | —    | —    | —    | —     | —    |
|         | Vuelta a España | —    | —    | —    | —    | —    | 62.º | 91.º | —    | 120.º | —    |

—: no participa

## Equipos
- CSC-Tiscali (stagiaire) (09.2002-12.2002)
- Vini Caldirola-Saunier Duval (stagiaire) (09.2003-12.2003)
- Liberty Seguros/Würth/Astana (2004-2006)
  - Liberty Seguros (2004)
  - Liberty Seguros-Würth Team (2005-2006) (hasta mayo)
  - Würth Team (2006) (hasta junio)
  - Astana-Würth Team (2006) (hasta el 4 de julio)
  - Astana (2006)
- Fuerteventura-Canarias (2007)
- Andalucía (2009-2012)
  - Andalucía-CajaSur (2009-2010)
  - Andalucía Caja Granada (2011)
  - Andalucía (2012)
- Radio Popular-Onda (2013)